# Kemecse
Kemecse is een plaats (város) en gemeente in het Hongaarse comitaat Szabolcs-Szatmár-Bereg. Kemecse telt 5052 inwoners (2005).